# Kumbarkoppa, Koppa
Kumbarkoppa là một làng thuộc tehsil Koppa, huyện Chikmagalur, bang Karnataka, Ấn Độ.